# Lágrimas y gozos
Lágrimas y gozos è il settimo album studio del gruppo ska punk spagnolo Ska-P, pubblicato dalla Octubre Records nel 2008, e distribuito il 7 ottobre 2008.
Nel cd originale è contenuto il video del singolo Crimen sollicitationis ed è possibile vederlo inserendo il cd nel computer o in un lettore da tavolo.

## Tracce
1. Ni Fu Ni Fa – 3:19
2. El libertador – 4:34
3. Crimen sollicitationis – 4:50
4. Fuego y miedo – 3:42
5. La colmena – 4:22
6. Gasta claus – 3:21
7. El imperio caerá – 3:20
8. Los hijos bastardos de la globalización – 4:41
9. Vándalo – 3:49
10. El tercero de la foto – 3:50
11. Decadencia – 3:39
12. Qué puedo decir – 4:06
13. Wild Spain – 4:23

## Formazione
- Pulpul (Roberto Gañan Ojea) - voce, chitarra
- Joxemi (Jose Miguel Redin Redin) - chitarra, voce
- Julio  (Julio Cesar Sanchez) - basso, voce
- Kogote (Alberto Javier Amado) - tastiere, voce
- Luismi - batteria, percussioni
- Pipi (Ricardo Degaldo de la Obra) - voce, showman